# Четвърти константинополски събор (православна църква)
Четвърти константинополски събор, наричан и Софийски събор, е събор на Християнската църква в Константинопол от 5 октомври 879 до 28 февруари 880 г.
През 869-870 г. се състои Четвърти константинополски събор. През 879 г. в Константинопол се свиква събор под председателството на Константинополския патриарх Фотий. Заседава се в храм Света София. Участват легати на папата (Евгений, Петър и Павел) и 383 епископи.
На петото заседание на събора са приети три правила, които влизат в Каноните на Православната църква.
Римокатолическата църква не признава решенията на Събора от 879 г.